# 西南大學圖書館
西南大学图书馆，是重庆市西南大学的图书馆，由原西南师范大学图书馆与原西南农业大学图书馆合并而成。位于重庆市北碚区天生路一号西南大学校内。

## 历史
西南大学图书馆是中华人民共和国第二批全国古籍重点保护单位之一。现有藏书438余万册。主体是原西南师范大学图书馆。现分南北两馆，南馆即为原西南农业大学图书馆，农业类书籍较丰富。北馆即原西南师范大学图书馆，人文社科类及文学类图书较丰富。
该馆由于地处重庆北碚的缘故，收藏有大量的民国历史文献资料，以及大量线装古籍，是该馆一大特色。

## 参看
- 北碚
- 西南大學